# Jan Vilímek

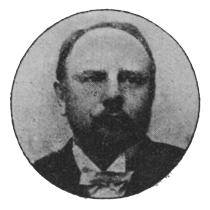
Jan Vilímek (1903)

Jan Vilímek (1 de janeiro de 1860 – 15 de abril de 1938) foi um pintor e ilustrador tcheco.
Vilímek nasceu em 1 de janeiro de 1860, em Žamberk, Boêmia. Ele criou vários retratos de personalidades famosas da Boêmia (Karel Kovařovic, Ladislav Quis, Josef Dobrovský, entre outros) e de outras nações eslavas. Durante a década de 1880, esses retratos foram publicados regularmente em revistas como Humoristické Listy, Zlatá Praha e Světozor. Na década de 1890, algumas destas ilustrações foram reunidas em um livro, České album. Ele morreu em 15 de abril de 1938, em Viena, Áustria.

## Galeria de retratos por Jan Vilímek

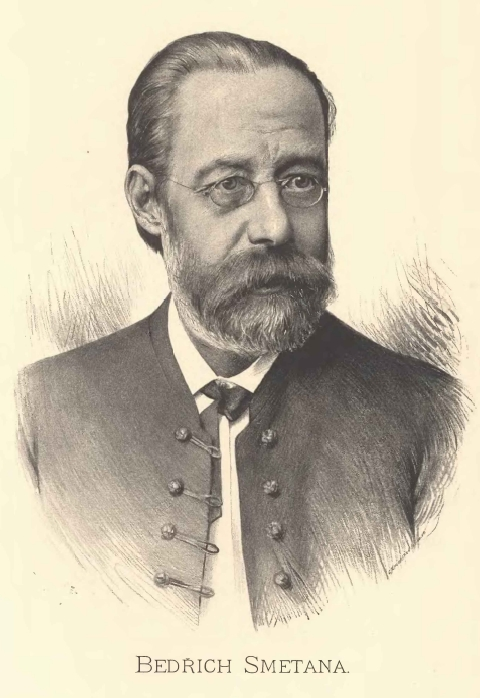
Bedřich Smetana
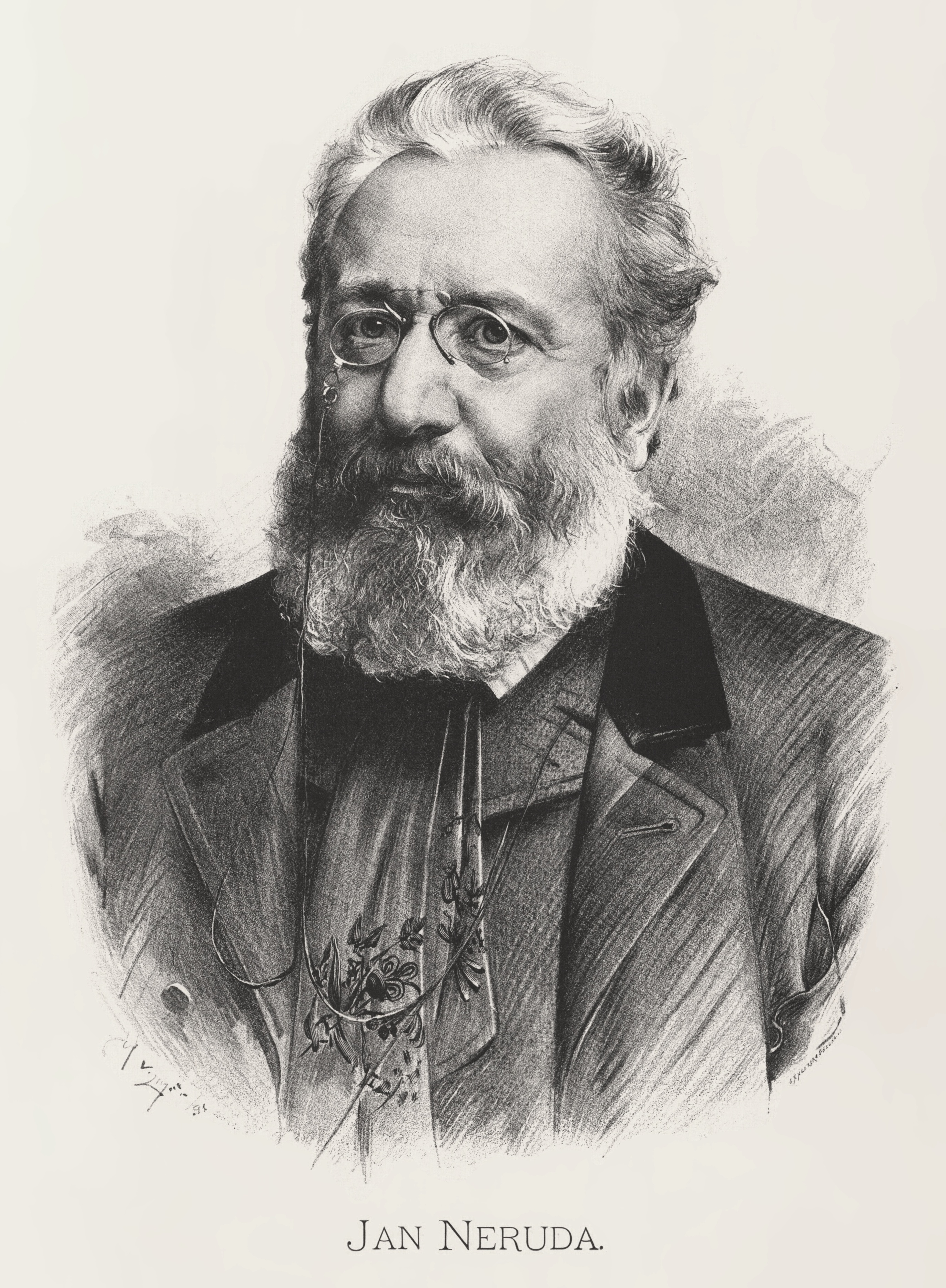
Jan Neruda
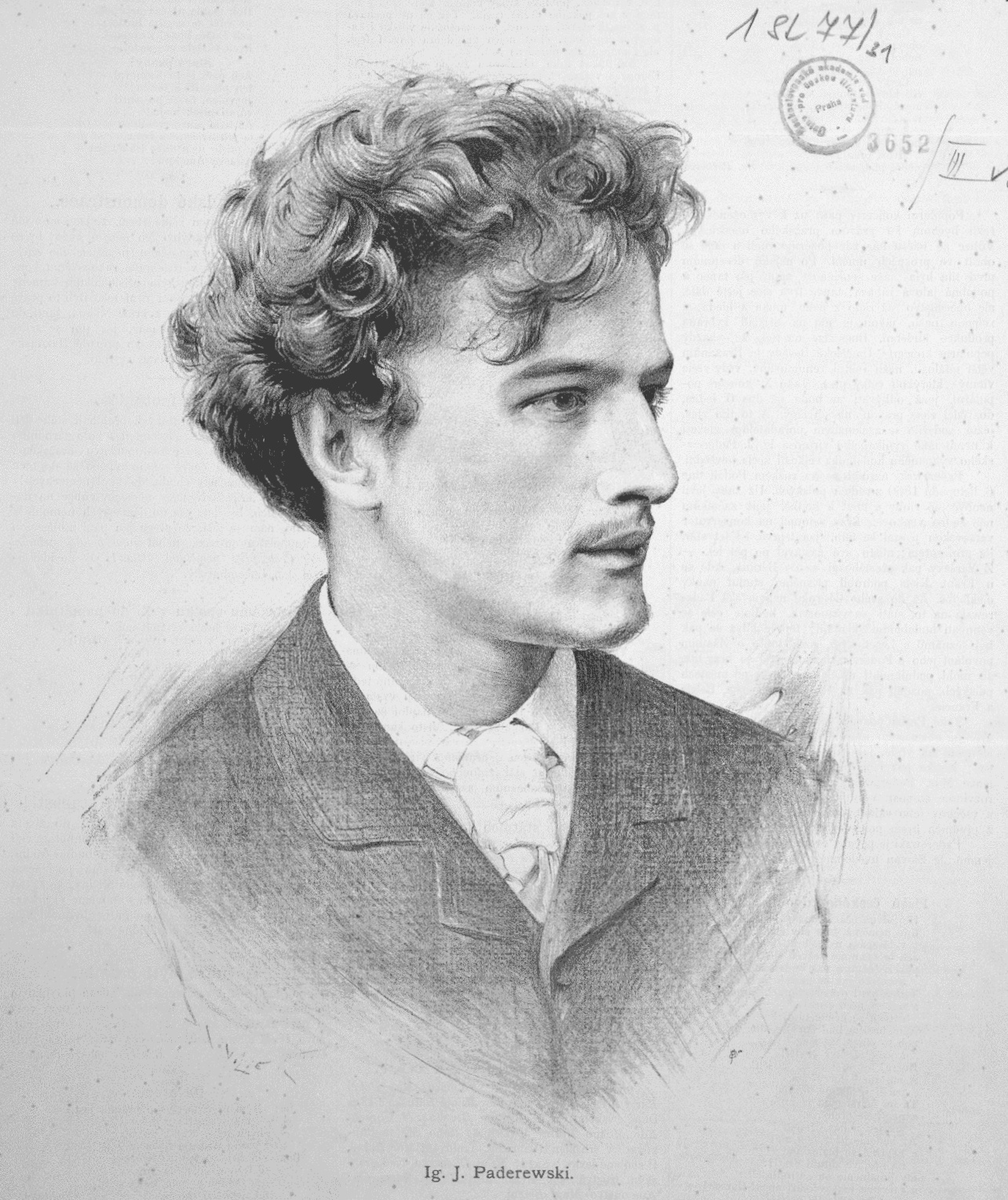
Ignacy Paderewski
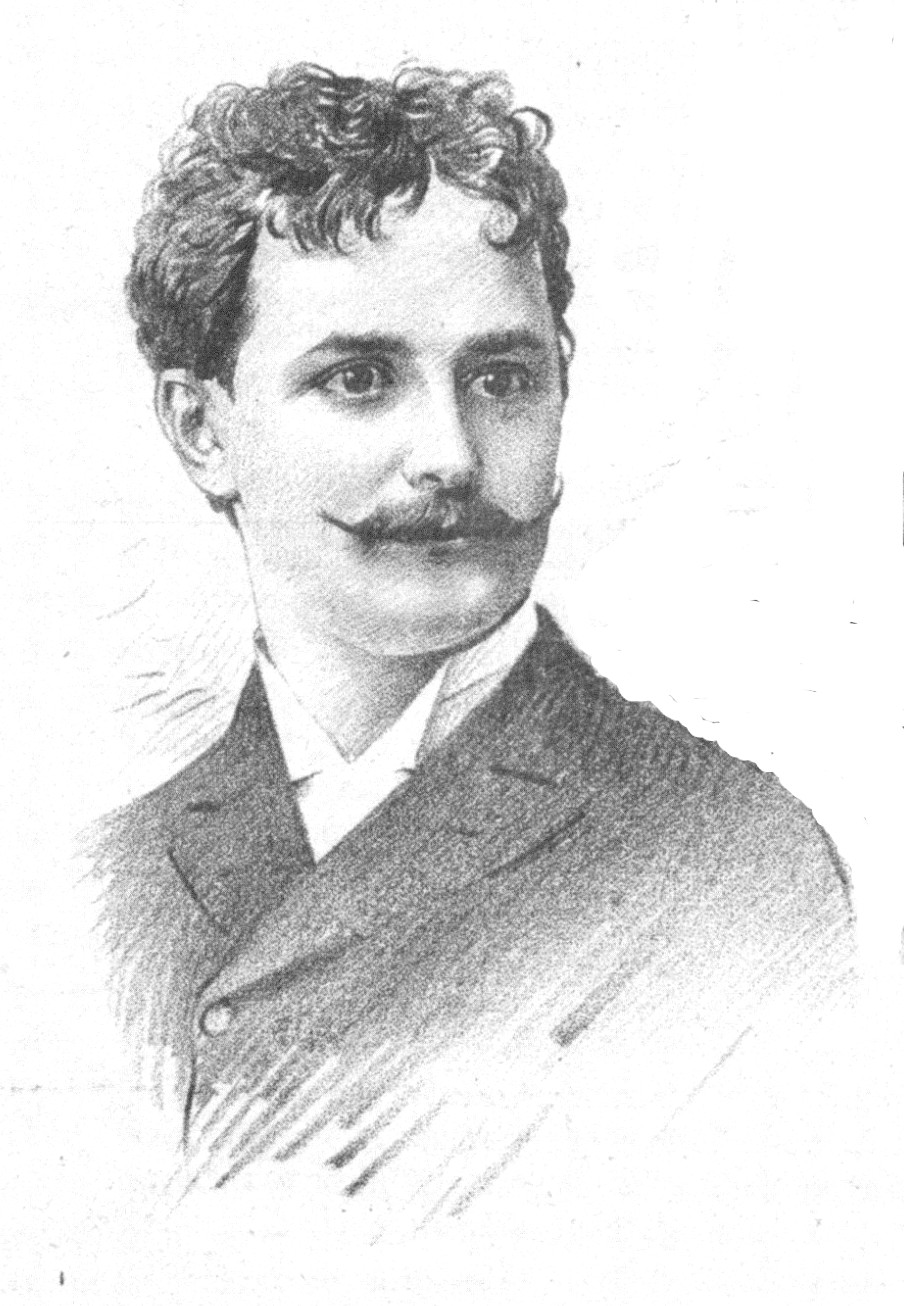
Josef Klein
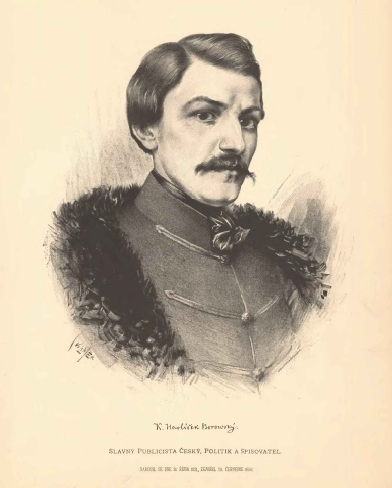
Karel Havlíček Borovský
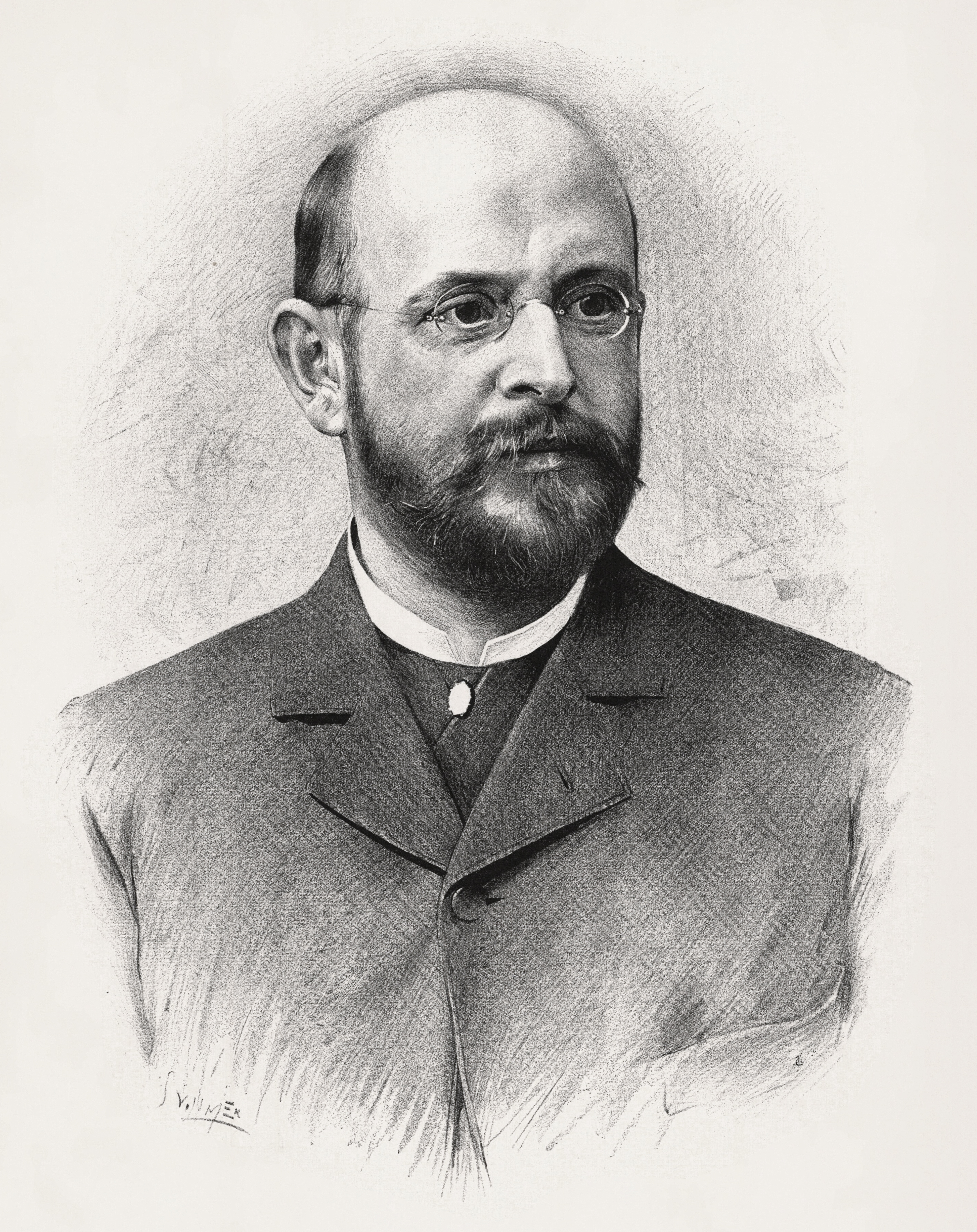
Alois Jirásek
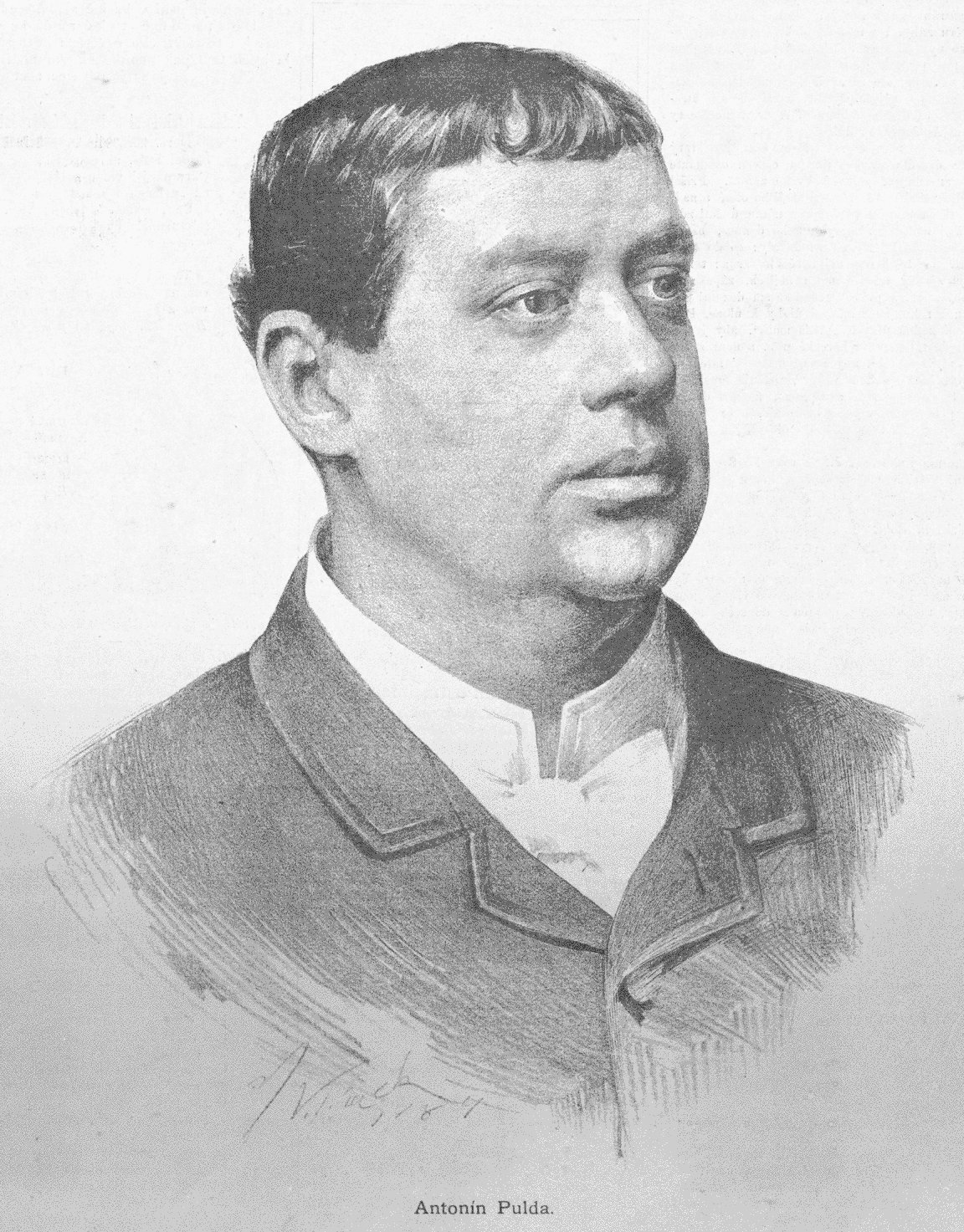
Antonín Pulda
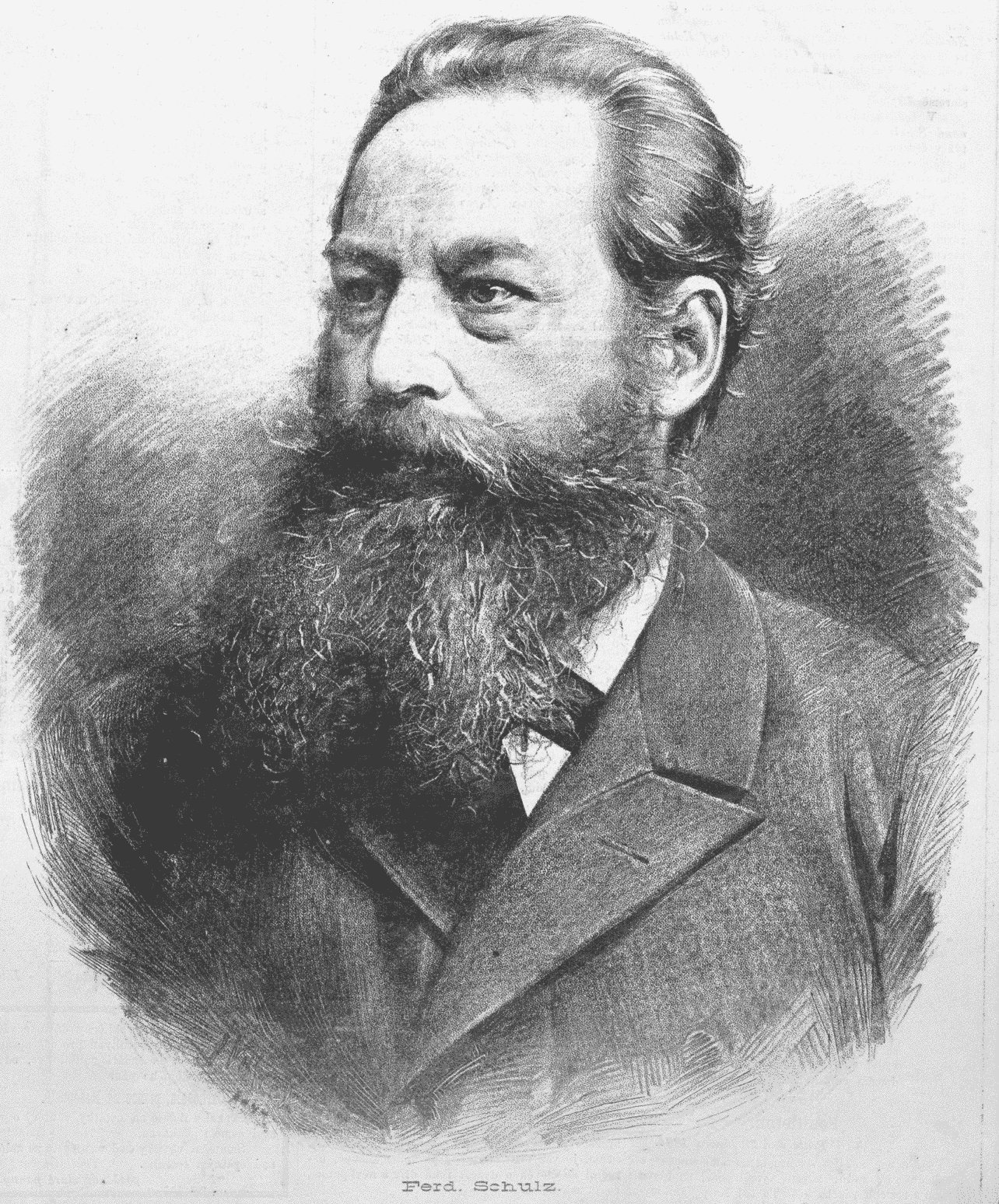
Ferdinand Schulz
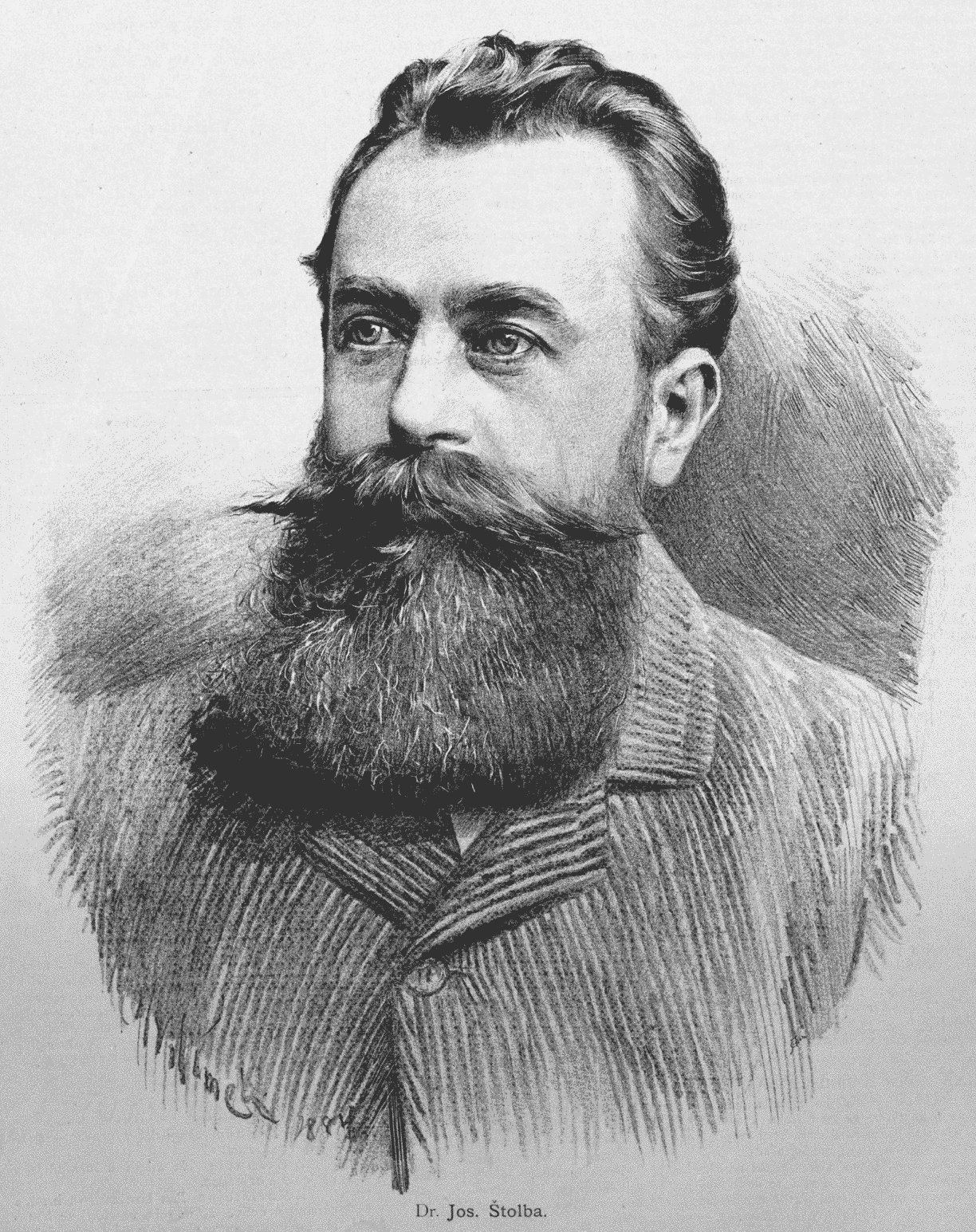
Josef Štolba
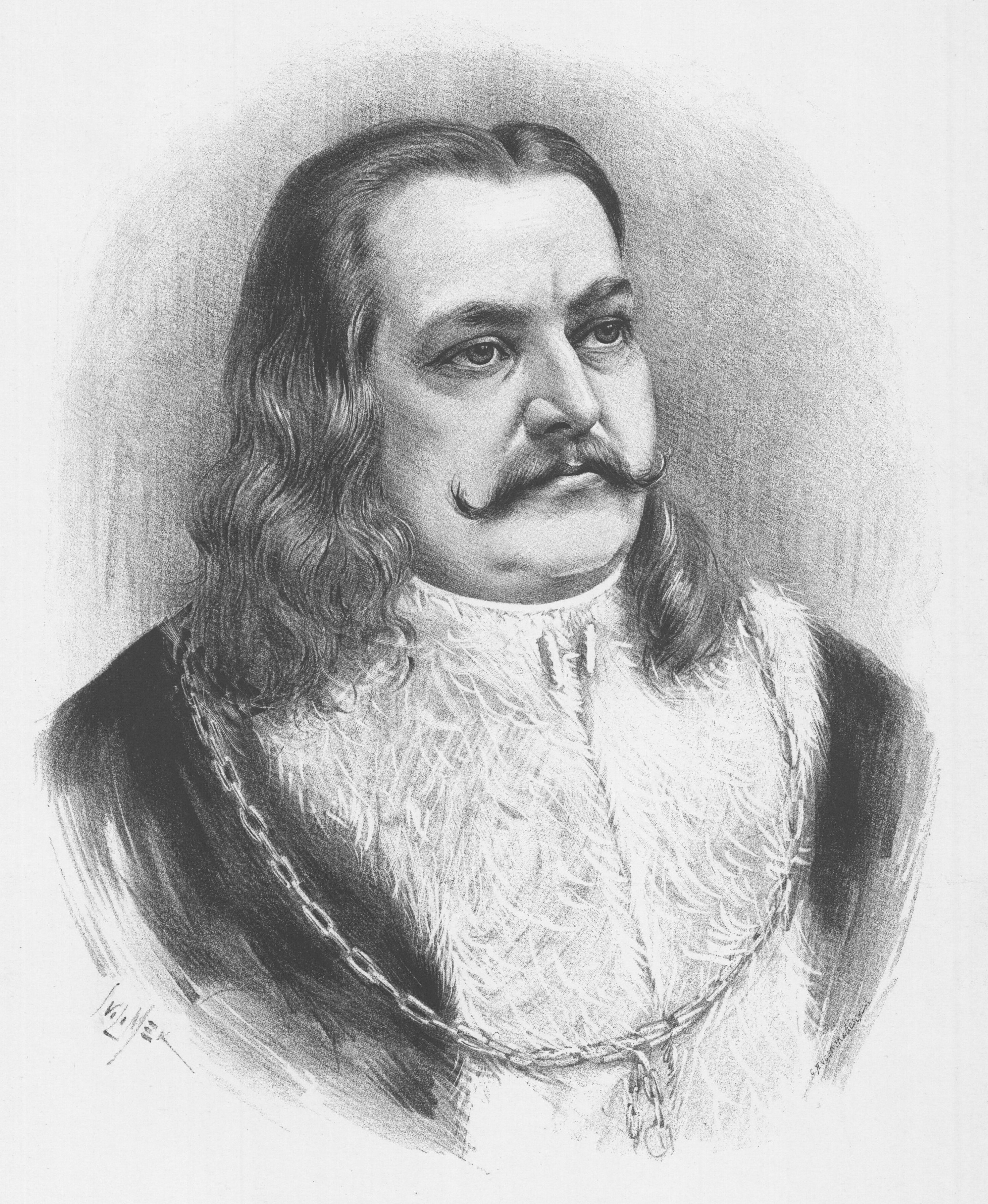
Jiří z Poděbrad
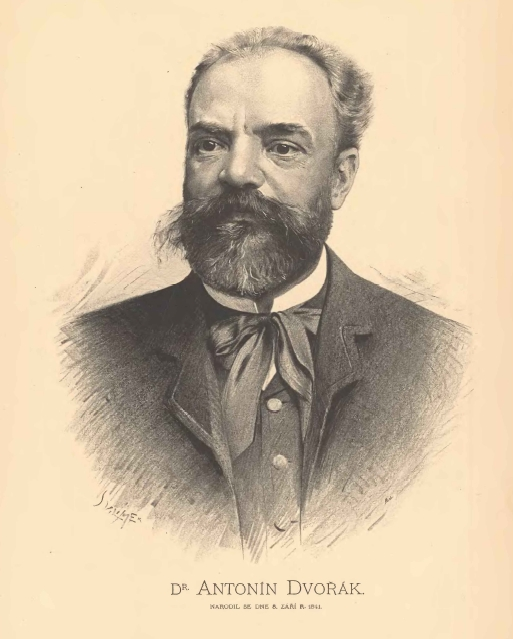
Antonín Dvořák
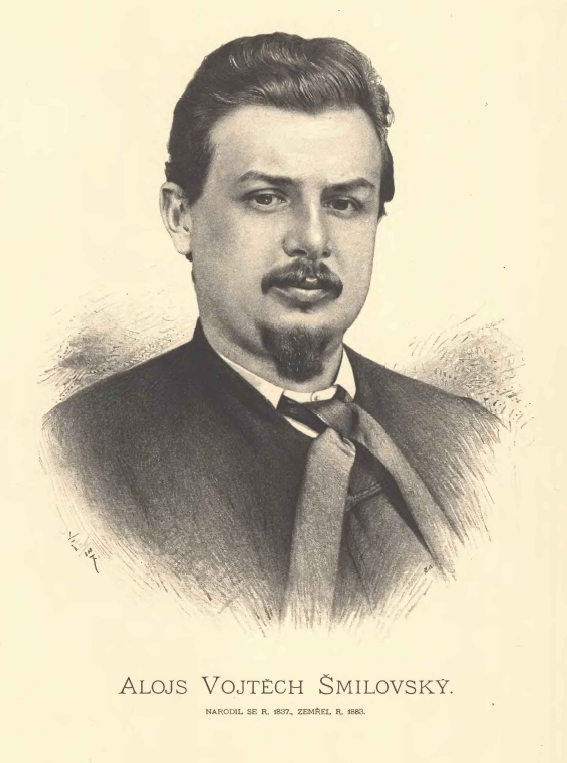
Alois Vojtěch Šmilovský
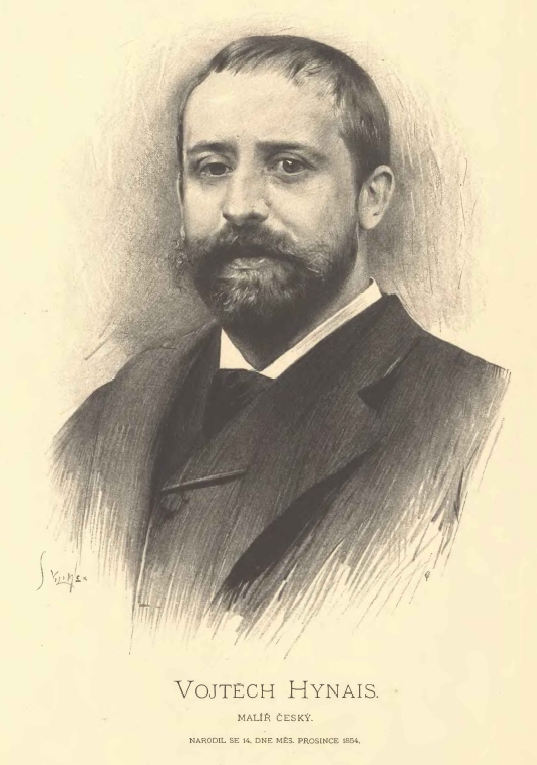
Vojtěch Hynais
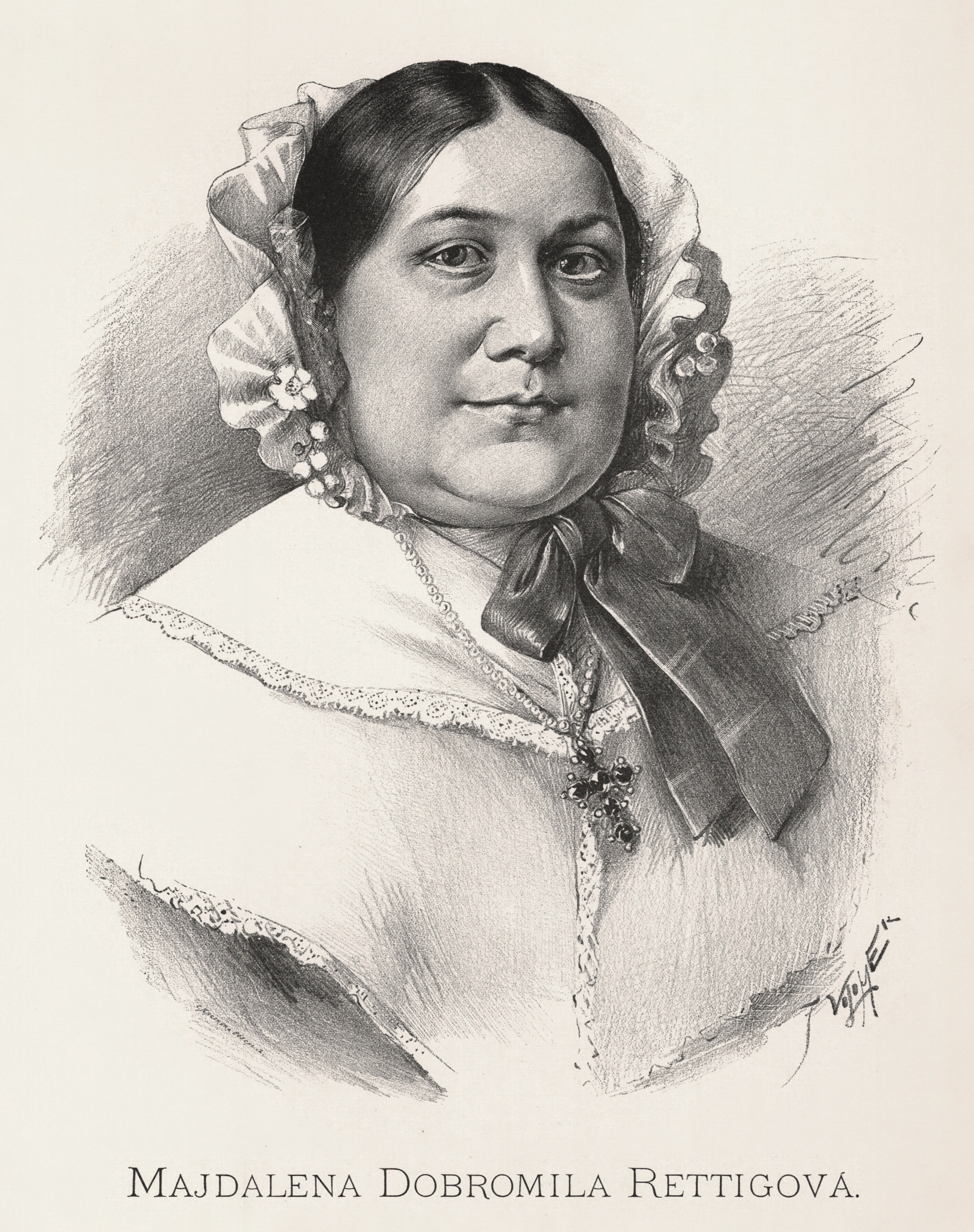
Magdalena Dobromila Rettigová
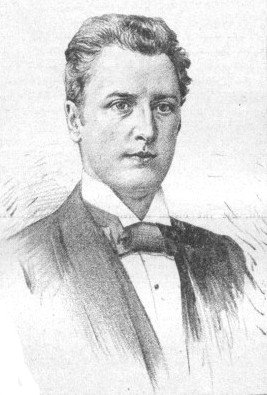
Otto Rippert
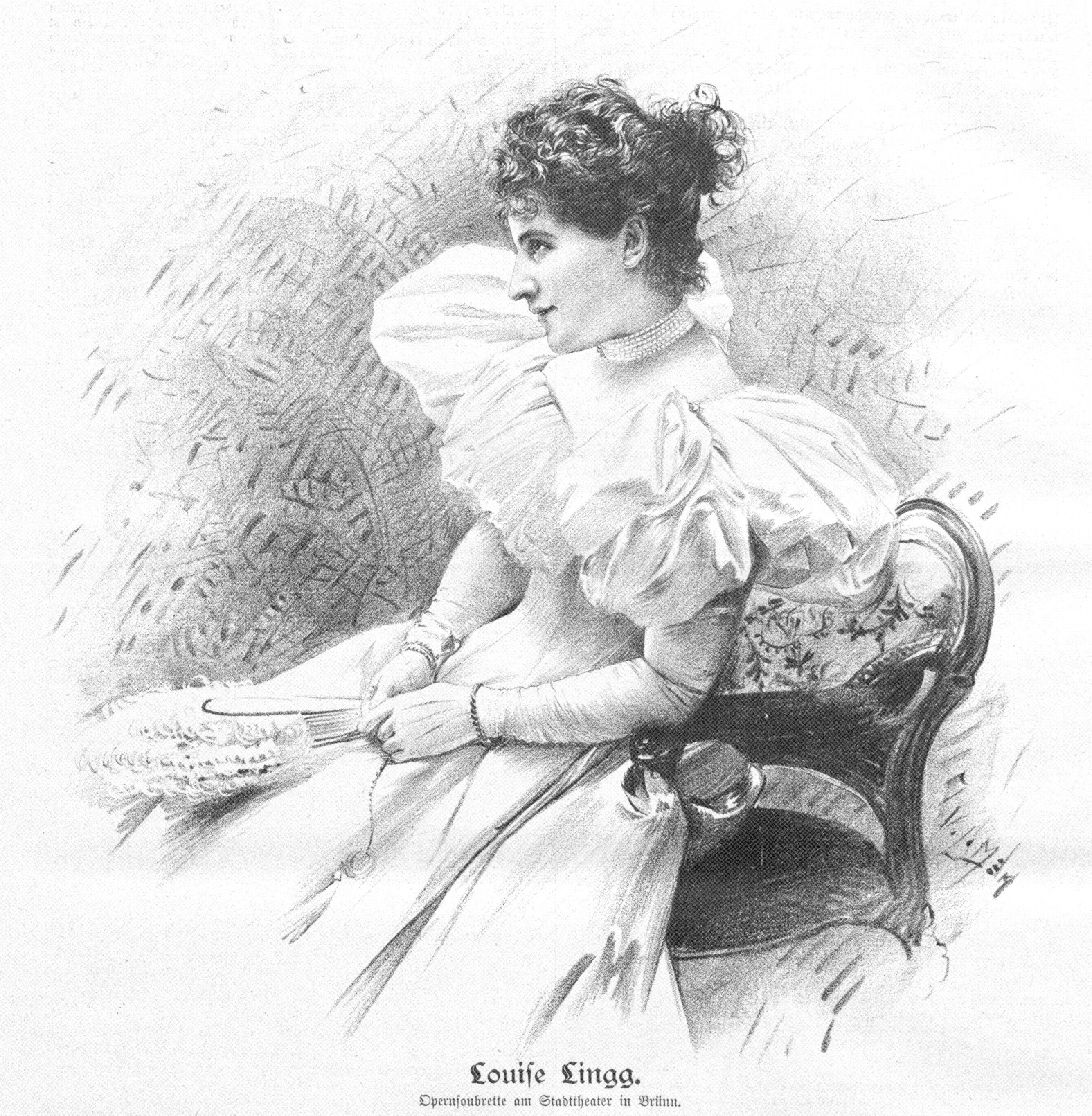
Luise del Zopp